# エミール・アスレル

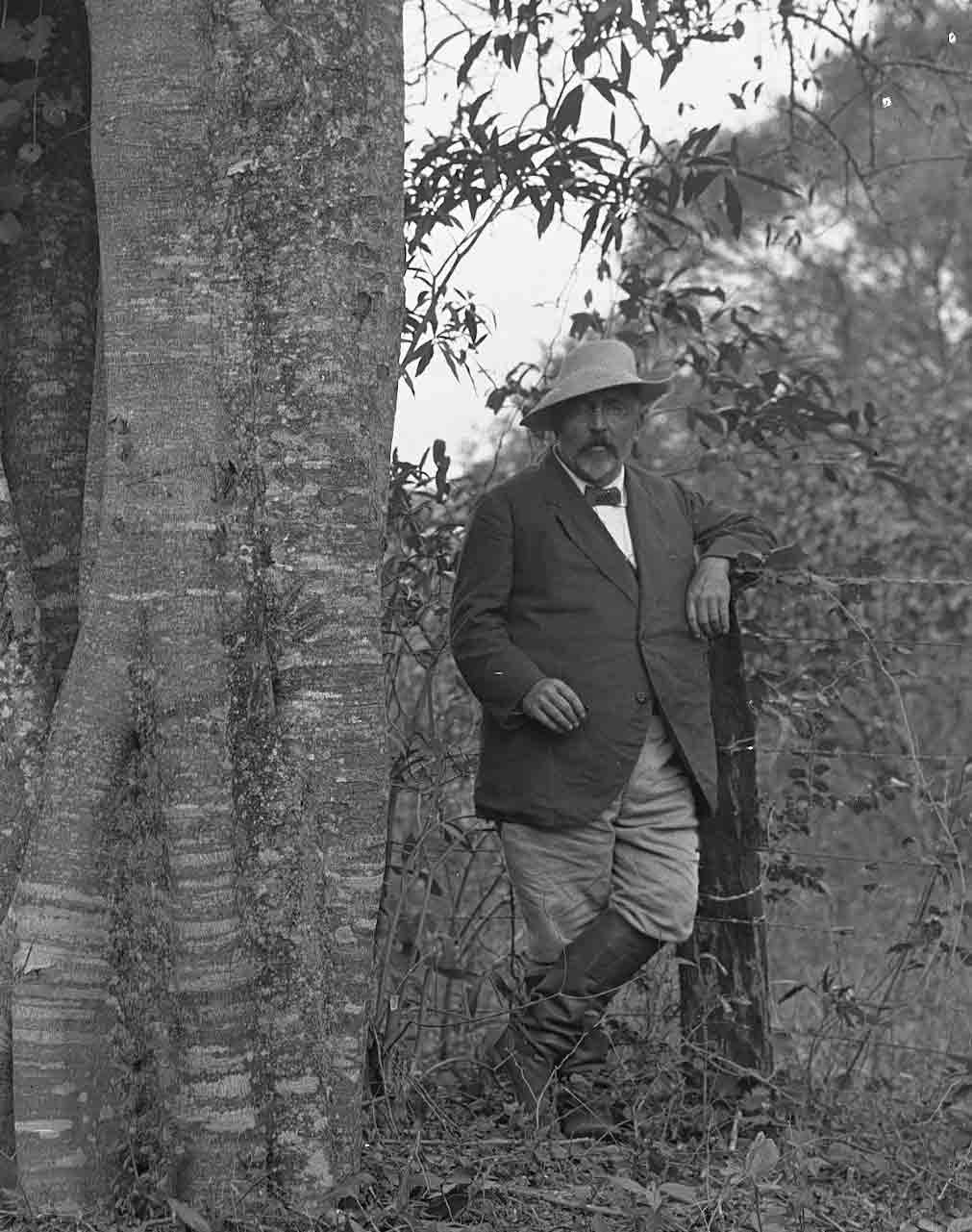
Émile Hassler

エミール・アスレル（Émile Hassler　またはEmil Hassler、スペイン語名  Emilio Hassler、1864年6月20日 – 1937年11月4日）は、スイスの医師、民俗学者、植物学者である。パラグアイで働き、パラグアイの植物や民俗資料を収集した。

## 略歴
アールガウ州のアーラウに生まれた。Ecole des arts et métiers d'Aarauで学んだ後、フランスやブラジルのリオ・デ・ジャネイロで医学を学んだ。ブラジルで医師を務めた後、1887年にパラグアイのアスンシオンに近いサン・ベルナルディーノの病院に赴任した。1889年にはパリ万国博覧会のパラグアイの出展の学芸員を務め、1993年にはシカゴ・コロンブス万国博覧会に自らの収集した民俗学的コレクションを提供した。1895年から1896年に最初の植物収集旅行を行った後スイスに戻るが、1897年に再び植物採集のためにパラグアイに渡ることに決めた。採集した植物についての著作"Plantae Hasslerianae"は1898年から発表が始まり、1907年までかけて完成された。
1898年にサン・ベルナルディーノに住居を作り。1898年から1908年の間、何度かパラグアイ人のテオドロ・ロハス（Teodoro Rojas）とパラグアイ国内の植物収集旅行を行った。1909年からスイスのジュネーブに近いPinchatに住み、収集した標本の研究を行い、ジュネーヴ大学の植物学の教授、ローベル・イポリット・ショーダ（Robert Hippolyte Chodat）と協力して多くの論文を執筆した。ショーダとは1914年にパラグアイのフィールド調査も行った。1919年にアスレルの収集した標本は友人のブリケー（John Briquet）が園長を務めるジュネーヴ市植物園（Conservatoire et Jardin botaniques de la Ville de Genève）に寄付された。1920年に再びパラグアイに渡り、サン・ベルナルディーノに住み、スイスとパラグアイを行き来する生活を始めた。1921年にパラグアイ科学協会（Sociedad Científica del Paraguay）の設立に貢献し名誉会長となった。1932年にボリビアとパラグアイの間でチャコ戦争が勃発するとサン・ベルナルディーノに負傷者のための病院を設立運営し、外科医として働き陸軍から名誉的な階級（大佐）を与えられた。1934年に国立アスンシオン大学から名誉博士号を送られた。アスンシオンで没した。

## 著作
- Hassler, Emil; Chodat, R. (1898). “Plantae Hasslerianae soit énumération des plantes récoltées par le Dr. Émile Hassler, d'Aarau (Suisse) et déterminées par le Prof. Dr. R. Chodat avec l'aide de plusieurs collaborateurs”. Bulletin de l'Herbier Boissier (Geneva: Romet). (Alternative online version at the Internet Archive.)
- Chodat, R.; Hassler, E. (1903). “Plantae Hasslerianae, soit énumération des plantes récoltées au Paraguay par le Dr. Emile Hassler. Deuxième partie.”. Bulletin de l'Herbier Boissier. 2 (Geneva: Université de Genève, Institut de Botanique) (1).
- Rodrigues, J. Barbosa; Hassler, E. (1903), Myrtaceés du Paraguay : recueillies par Mr. le Dr. Émile Hassler, Brussels: J. Goffin Fils J. De Grève, Succr., (Online version(要購読契約) at JSTOR)
- Plantæ paraguarienses novæ vel minus cognitæ. 2. VII. (1907)
- Hassler, Emil. “Contribuciones á la flora del Chaco argentino-paraguayo” (スペイン語). La Semana médica imp. de obras de E. Spinelli, 1909- (Buenos Aires).
- Hassler, Emil (1928). “Pteridophytorum paraguariensium et regionum argentinarum adjacentium conspectus criticus. : Enumeración de las pteridófitas del Paraguay, Misiones argentinas y Gran Chaco conocidas hasta fines del año 1921” (ラテン語). Trabajos del Instituto de botánica y farmacología (Buenos Aires: Facultad de ciencias médicas de Buenos Aires) (45).